# ダニエレ・ヴェルデ
ダニエレ・ヴェルデ（Daniele Verde，1996年6月20日 - ）は、イタリア・ナポリ出身のサッカー選手。USサレルニターナ1919所属。ポジションはFW。

## 経歴
ナポリ出身で、2010年にASローマのユースチームに加入した。2014-15シーズンにはUEFAユースリーグに出場し、チームのベスト4に貢献した。
2015年1月17日、セリエA19節・パレルモ戦でトップチームデビュー。2015年2月8日のセリエA22節・カリアリ戦でトップチーム初先発を果たすと、2アシストを記録しチームの勝利に貢献した。
2015年7月9日、セリエAに昇格したフロジノーネにレンタル移籍した。1年間のレンタルの予定だったが、予定を半年早めて、フロジノーネを退団すると、2016年1月8日にセリエBのペスカーラにレンタル移籍した。
2016-17シーズンはセリエBのアヴェッリーノにレンタル移籍した。
2017年7月7日、セリエAに昇格したエラス・ヴェローナFCに買取オプション付きのレンタルで移籍した。
2018年8月8日、レアル・バリャドリードに買取オプション付きのレンタルで移籍。
2019年7月18日、AEKアテネFCと2022年までの契約を締結した。
2020年9月26日、セリエAに初昇格したスペツィア・カルチョにレンタルで加入した。
2024年8月13日、USサレルニターナ1919にレンタル移籍した。